# Aichfeldbus
Der Aichfeldbus (damals Regionalbus Aichfeld) wurde 1996 als neues Verkehrssystem zur Erschließung der obersteirischen Region Aichfeld-Murboden mit rund 50.000 Einwohnern in den fünf Gemeinden Fohnsdorf, Judenburg, Knittelfeld, Spielberg und Zeltweg konzipiert.
Das Konzept des Aichfeldbus wurde in enger Zusammenarbeit mit den Aichfeld-Gemeinden erarbeitet. Dabei wurden bestehende Linien in das System des Aichfeldbus integriert bzw. eine Linie völlig neu geschaffen. Hauptziel der Planungen war es, mit der Linienführung möglichst nahe an Siedlungsschwerpunkte bzw. öffentliche Stellen und Schulen heranzukommen.

## Busse und Haltestellen

Linie 1

Linie 2

Linie 3

Unter dem Slogan „Wir bewegen aich“ bietet der Aichfeldbus mittels zehn türkis-blauen Niederflurbussen Mobilität auf drei verschiedenen Linien mit 52 Haltestellen an. Die Haltestellen haben ein einheitliches Aussehen erhalten.   
Das Liniennetz ist insgesamt 54,4 km lang:
- Linie 1: 21,8 km
- Linie 2: 14,6 km
- Linie 3: 18,0 km

Der Großteil des Fahrtnetzes wird von zwei Linien versorgt, wodurch auf den meisten Strecken ein 15-Minuten-Takt besteht, zu Spitzenzeiten, beispielsweise morgens oder zum Schichtwechsel, gibt es zusätzliche Verbindungen.

## Transportzeiten und Angebot

### Linie 1
Die Linie 1 verbindet Knittelfeld und Judenburg, in Richtung Judenburg startet an der Haltestelle Knittelfeld Bahnhof um 5:05 Uhr die erste Verbindung, im Halbstundentakt wird diese bis 19:05 Uhr angeboten. In Gegenrichtung startet von der Judenburger Robert-Stolz-Gasse aus der erste Kurs um 5:25 Uhr, der letzte um 20:05 Uhr. Danach gibt es jedoch keine Abendkurse auf der Linie 1 mehr. Samstag vormittags bis ca. 14 Uhr besteht derselbe Taktverkehr wie von Montag bis Freitag, am Samstagnachmittag wurde ab Mitte September 2007 ein 60-Minuten-Takt eingerichtet. Am Sonntag bietet der Aichfeldbus seit kurzem ganztägig einen Zwei-Stunden-Takt an.

### Linie 2
Zwischen Fohnsdorf und Judenburg verkehrt die Linie 2, die in Hinblick auf Abendverbindungen und Wochenendanschlüsse am besten ausgebaut wurde. Sie versorgt einerseits das gesamte Stadtgebiet von Judenburg, das Einkaufszentrum Arena am Waldfeld (mit über 70 Fachgeschäften und Ketten) sowie das Ortsgebiet von Fohnsdorf. Zahlreiche Fahrplanausnahmen und Teilstreckenbefahrungen am Wochenende schränken jedoch die Qualität des Angebotes ein.

### Linie 3
Die Linie 3, die Knittelfeld und Fohnsdorf verbindet, startet derzeit um 5:20 Uhr in Knittelfeld Bahnhof, die letzte reguläre Fahrt im Halbstundentakt findet um 18:50 Uhr statt. Daneben gibt es eine Verbindung um 21:30 Uhr. Eine große Lücke besteht jedoch am Wochenende: Direktverbindungen sind am Samstag nur bis ca. 13 Uhr in beiden Richtungen möglich, das restliche Wochenende bleibt angebotslos.

## Finanzierung
Die jährlichen Kosten des Aichfeldbus Aichfeld betragen rund  904.780 Euro (Zahlen aus dem Finanzplan 2000). Dieser Betrag wird zur einen Hälfte gemeinsam von Bund und Land Steiermark, zur anderen Hälfte von den fünf Aichfeld-Gemeinden finanziert. Der Aufteilungsschlüssel unter den fünf Gemeinden berücksichtigt Einwohnerzahl und Steuerkopfquote.